# Château des Huguenots (Dampierre-en-Bray)
Le château des Huguenots est une demeure des XIIIe – XIVe siècles qui se dresse sur le territoire de la commune française de Dampierre-en-Bray, dans le département de la Seine-Maritime, en région Normandie.
L'édifice, propriété privée non ouvert à la visite, est classé au titre des monuments historiques.

## Localisation
Le château est situé près de l'église dans l'ancienne paroisse de Beuvreuil, sur la commune de Dampierre-en-Bray, dans le département français de la Seine-Maritime.

## Historique
Le château est daté du XIIIe – XIVe siècle ou du XVe siècle.
Le seigneur du lieu y a abrité des Réformés.

## Description
Le château de plan quadrangulaire est bâtie en pierre. Le logis possède des fenêtres en ogives, est épaulé par de larges contreforts et est cantonné de tourelles cylindriques en encorbellement reposant également sur de puissants contreforts.

## Protection
Le château dit des huguenots à Beuvreuil est classé au titre des monuments historiques par arrêté 2 mai 1921.